# Оскар Ага
Оскар Ага (норв. Oscar Aga, нар. 6 січня 2001, Осло, Норвегія) — норвезький футболіст, нападник шведського клуба «Ельфсборг».

## Ігрова кар'єра

### Клубна
Оскар Ага народився в Осло і грати у футбол почтнав у молодіжних командах столичних клубів «Люн» та «Стабек». 25 лютого 2018 року Ага підписав дворічний контракт з клубом «Стабек» до 2020 року і в квітні зіграв перший матч в основі.
Влітку 2019 року Ага був відправлений в оренду у клуб Дивізіону 2 «Гроруд». Своєю грою форвард допоміг клубу підвищитися в класі і перед сезоном 2020 року «Гроруд» повністю викупив контракт гравця. У сезоні 2021 року Оскар Ага став кращим бомбардиром Першого дивізіону.
У січні 2021 року Ага перейшов у шведський «Ельфсборг», з яким підписав контракт до 2025 року.

### Збірна
У 2018 році у складі юнацької збірної Норвегії (U-17) Оскар Ага брав участь у юнацькій першості Європи, де провів всі матчі на турнірі.

## Титули
Індивідуальні
- Кращий бомбардир Першого дивізіону: 2021